# Ceci n'est pas un complot
Pour plus de détails, voir Fiche technique et Distribution.
Ceci n'est pas un complot est un film documentaire et reportage complotiste belge indépendant de Bernard Crutzen sorti fin janvier 2021 sur les plateformes Vimeo et YouTube. 
Polémique et largement relayé sur les réseaux sociaux, il propose d'interroger le traitement médiatique de la crise du Covid-19 par les médias en Belgique francophone.

## Présentation
Le film documentaire Ceci n'est pas un complot a été financé grâce à un crowdfunding sur la plateforme participative KissKissBankBank. Près de 85 000 euros ont été collectés. Le journaliste-réalisateur belge Bernard Crutzen, connu auparavant pour son reportage Malaria Business, l'a réalisé.

## Accueil
Le film est critiqué pour certaines erreurs et manquements de mise en contexte[précision nécessaire],,,,.